# Nyssodrysternum rodens
Nyssodrysternum rodens là một loài bọ cánh cứng trong họ Cerambycidae.